# Dohrniphora penicillata
Dohrniphora penicillata är en tvåvingeart som beskrevs av Borgmeier 1960. Dohrniphora penicillata ingår i släktet Dohrniphora och familjen puckelflugor. Inga underarter finns listade i Catalogue of Life.